# 삼바
삼바(브라질 포르투갈어: samba)는 브라질의 음악 장르이며 춤 양식이다. 그 뿌리를 아프리카에 두고 있으며, 서아프리카 노예무역과 아프리카 종교 문화를 통해 전파되었다. 그 중 앙골라와 콩고의 영향을 많이 받았다.

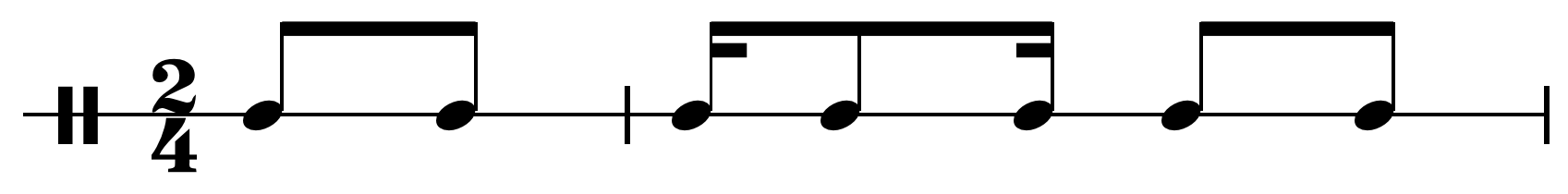
삼바 리듬.

삼바에는 퍼커션을 기반으로한 다양한 리듬의 춤과 음악이 있다. Rio de Janeiro란 도시의 음악적 표현으로 알려져있기도 하다.
삼바는 카니발과 함께 브라질의 상징으로 세계적으로 알려져 있다. 브라질의 가장 유명한 문화적 표현 중 하나이기도 한 삼바는 브라질의 정체성이기도 하다.  2005년 유네스코의 세계무형유산으로 지정돼있는 바이아의 삼바 지 호다(둥굴게 모여 삼바 연주하는 것)는 까리오까 삼바의 근원이며, 히우 지 자네이루에서 연주 된다.
20세기 초 나타난 현대 삼바는 대부분 바투카다 리듬의 합창을 통해 변형된 2/4 박자로 구성되었다. 전통적으로 삼바는 현악기(예: 7현 나일론 기타, 까바킹유)와 다양한 퍼커션 악기(예: 빤데이루)로 연주되었으나 오케스트라의 영향을 받아 트럼본, 트럼펫, 코러스, 플룻, 그리고 클라리넷과 같은 악기들을 사용하기 시작했다.
대한민국에선 (삼바와 음악적 연관성이 없는) 설운도의 삼바의 여인 그리고 예능에 가끔 등장하는 오버스러운 춤으로 먼저 알려지게 되어 신나고 웃기는 음악으로 오인받고 있다.
삼바의 국경일은 12월 2일이다.
삼바를 하는 사람을 삼비스타라고 부른다.

## 삼바에 사용되는 악기

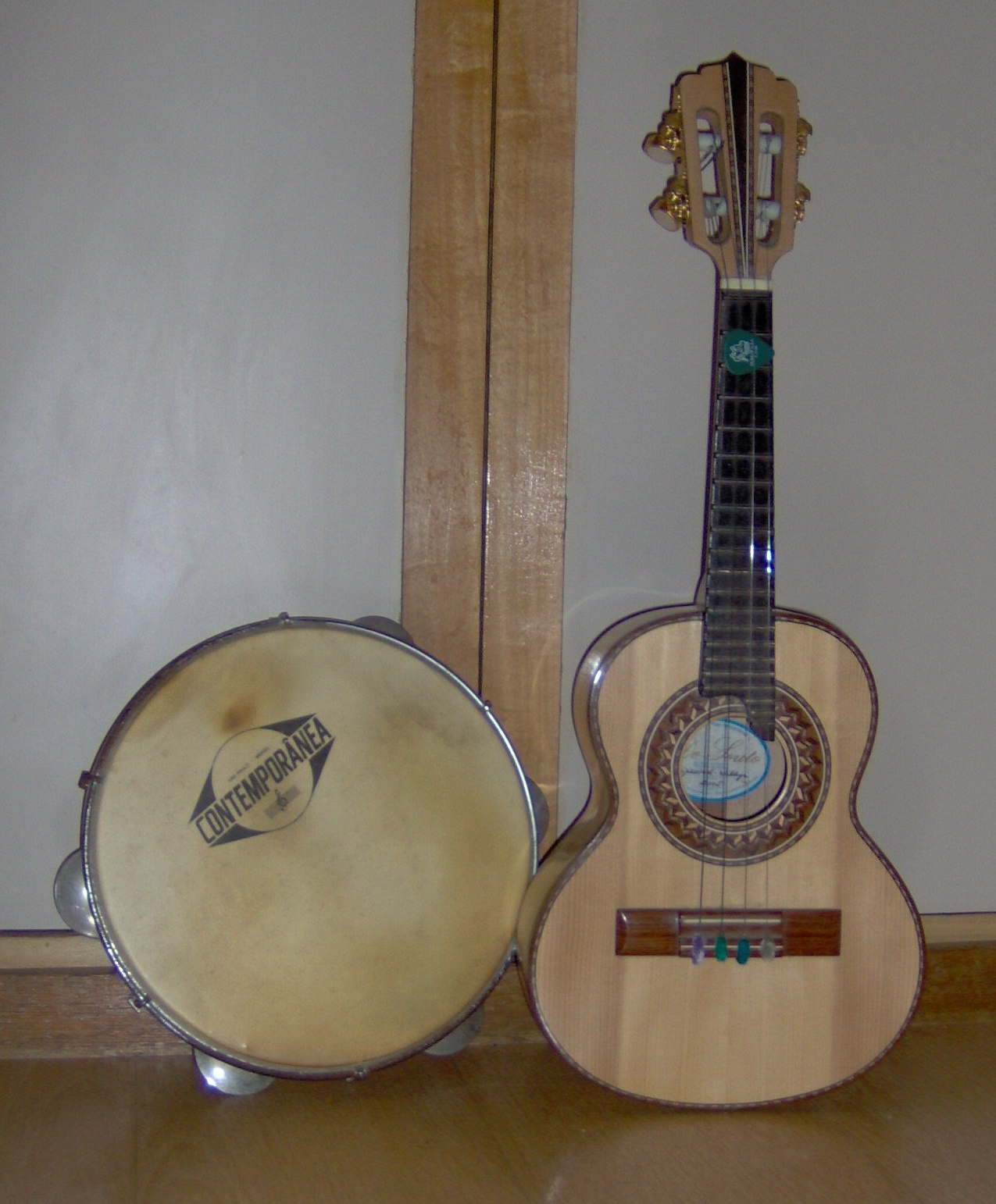
빤데이루와 까바낑유

연주의 형식에 따라 사용되는 악기가 다르다.
- 빤데이루（Pandeiro）
- 수르두（Surdo）
- 헤삐끼/헤삐니끼（Repique / Repinique）
- 까이샤（Caixa）
- 땅보링（Tamborim）
- 간자（Ganza）
- 아고고（Agogo）
- 꾸이까（Cuíca）
- 까바낑유（Cavaquinho）
- 비올라웅（Violão）
- 비올라웅 지 세치 꼬르다스（violão de 7 cordas）

## 같이 보기
- 삼바 (브라질의 춤)